# 莫波泡
莫波泡是一个位于中国吉林省农安县的湖泊，面积约为2.7平方千米，平均水深约为1米。